# Stengölen (Eringsboda socken, Blekinge)
Stengölen är en sjö i Ronneby kommun i Blekinge och ingår i Ronnebyåns huvudavrinningsområde.